# Dolina Zadnia Łatana

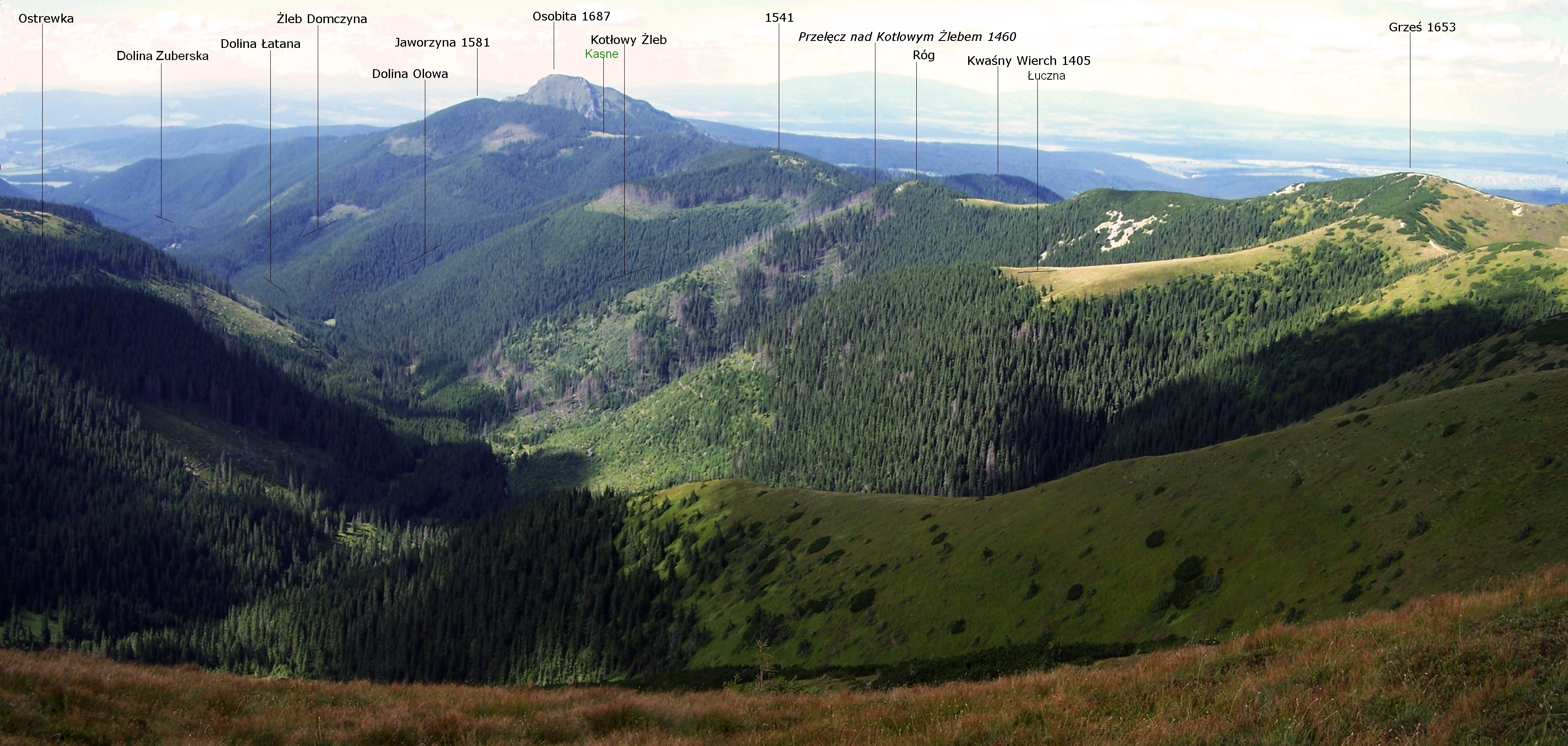
Dolina Łatana i jej otoczenie

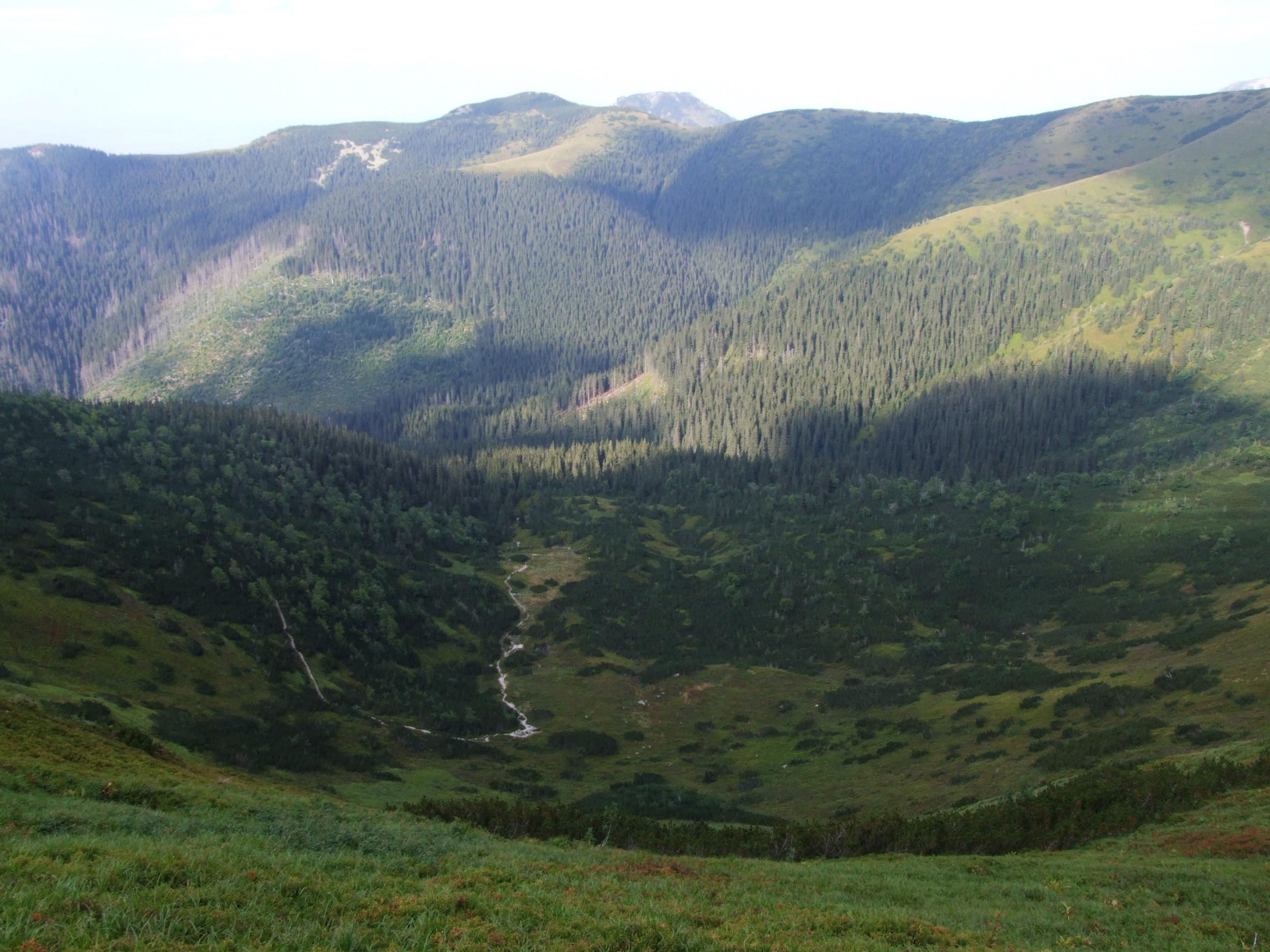
Dolina Zadnia Łatana

Dolina Zadnia Łatana (słow. Zadná Látaná dolina) – górna część Doliny Łatanej w słowackich Tatrach Zachodnich. Obejmuje zachodnie zbocza grzbietu od Grzesia po Rakoń i opiera się o wybiegający na północ z Zadniego Zabratu krótki grzbiet zwany Ostrewką. W zakątku pod Rakoniem znajduje się kocioł lodowcowy zwany Praszywe. Ze zboczy Doliny Zadniej Łatanej spływa kilka potoków dających początek Łatanemu Potokowi.
Dolina zbudowana jest głównie z kwarcystycznych łupków. W okresie zlodowaceń wypełniał ją lodowiec. Podobnie jak i pozostałe rejony Doliny Zuberskiej, ma dobrze udokumentowaną przeszłość pasterską. Na początku XVII w. wypasana była przez mieszkańców wsi Trzciana i Długa Łąka (Dlhá Lúka). Wówczas tereny pod Grzesiem miały innych właścicieli niż pozostała część Doliny Łatanej. Przed II wojną światową wypasali tu mieszkańcy wsi Orawka – ich stada przebywały na letni wypas trasę 42 km. Na trawiastej grzędzie pod Grzesiem (tzw. Łuczna) stał szałas. Dolina Zadnia Łatana była też w owym czasie atrakcyjnym miejscem dla narciarzy. Po zaprzestaniu wypasu i włączeniu doliny w obszar TANAP-u trawiaste jej obszary zaczęły stopniowo zarastać lasem i kosodrzewiną.

## Szlaki turystyczne
– żółty szlak ze Zwierówki przez Dolinę Łataną i Zabratową Przełęcz na Rakoń.
- Czas przejścia ze schroniska na Zwierówce do szlaku zielonego: 1:30 h, z powrotem tyle samo
- Czas przejścia od szlaku zielonego na przełęcz: 1:15 h, ↓ 45 min
- Czas przejścia z przełęczy na Rakoń: 30 min, z powrotem tyle samo

  – zielony szlak z Zadniej Doliny Łatanejna Grzesia, stamtąd dalej grzbietem na Przełęcz pod Osobitą.
- Czas przejścia od szlaku żółtego do skrzyżowania pod Grzesiem: 1 h, ↓ 30 min
- Czas przejścia od skrzyżowania na Przełęcz pod Osobitą: 2 h, ↑ 3 h